# Ascorbígeno
Los ascorbígenos son productos de condensación del triptófano con el ácido ascórbico. Todos son 3,3a,6-trihidroxi-3-(1H-indol-3-ilmetil)tetrahidrofuro[3,2-b]furan-2(3H)-onas. Los ascorbígenos A y B son apímeros y el neoascorbígeno es el derivado N metoxilado del ascorbígeno B. Estos compuestos han sido aislados de plantas de familias brassicaceae y salvadoraceae. Su actividad contribuye a las cualidades anticancerígenas de muchas especies de plantas de estas familias.
| Nombre         | Estructura | Fórmula molecular | CAS         | Masa molecular (g/mol) | Estado                           | Fuente natural                                                                                 | Otras propiedades               |
| -------------- | ---------- | ----------------- | ----------- | ---------------------- | -------------------------------- | ---------------------------------------------------------------------------------------------- | ------------------------------- |
| Ascorbígeno A  |            | C15H15NO6         | 26676-89-1  | 305.287                | Polvo amorfo PF = 65 °C          | Aislado de col y otras crucíferas                                                              | [α]25D = +11 (c, 2.0 en EtOH)   |
| Ascorbígeno B  |            | C15H15NO6         | 26548-49-2  | 305.287                | Polvo amorfo amarillo PF = 70 °C | Aislado de col, rábano y otras crucíferas                                                      | [α]25D = +12.5 (c, 1.0 en EtOH) |
| Neoascorbígeno |            | C16H17NO7         | 331754-99-5 | 335.313                | Polvo                            | Aislado de varias especies de Brassica así como de Azima tetracantha y Thellungiella halophila | [α]20D = +8 (c, 0.05 en EtOH)   |